# Karl II. (Alençon)

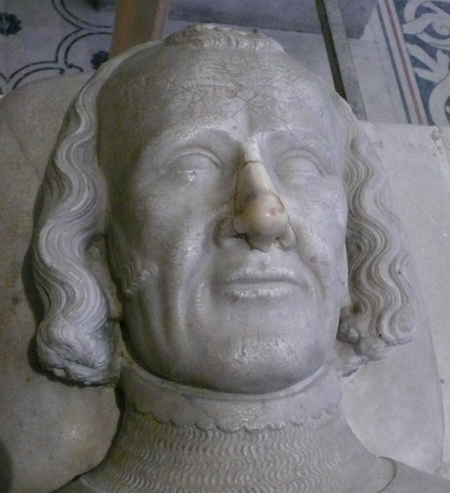

Karl von Valois (Charles de Valois) (* um 1297; † 26. August 1346) war ein Graf von Alençon und Le Perche aus dem Haus Valois.
Er war der zweite Sohn des Grafen Karl I. von Valois und der Margarete von Sizilien. Sein älterer Bruder war somit König Philipp VI. von Frankreich, der erste König aus dem Haus Valois. Karl selbst war der Begründer dessen Seitenzweiges von Valois-Alençon.

## Leben
Karl erhielt aus dem Erbe seines 1325 verstorbenen Vaters die Grafschaften Alençon und Le Perche. Er gehörte zu den wichtigsten Unterstützern seines Bruders bei dessen Thronbesteigung 1328 und kämpfte mit ihm in der Schlacht von Cassel. Am königlichen Hof setzte er sich für den Grafen Robert von Artois in dessen Lehnsprozess ein. Während der Querelen zwischen König Philipp VI. und König Eduard III. von England um Hoheitsrechte in der Guyenne besetzte Karl 1330 Saintes, das aber im Folgejahr wieder an den König von England zurückerstattet wurde. Noch in dem Jahr, in dem der Hundertjährige Krieg ausbrach (1337), verteidigte er zusammen mit Philipp III. von Navarra erfolgreich Boulogne gegen die Engländer. 1340 griff er in den Bretonischen Erbfolgekrieg ein. 
Karl fiel am 26. August 1346 in der Schlacht bei Crécy. Er wurde in der Kirche Saint-Jacques in Paris bestattet, im 19. Jahrhundert dann aber in die Basilika Saint-Denis umgebettet.

## Ehen und Nachkommen
Im April 1314 heiratete er Johanna (Jeanne), Gräfin von Joigny († 1336), mit der er keine Nachkommen hatte.
Im Dezember 1336 heiratete er in zweiter Ehe Maria von Kastilien (um 1319–1375), genannt Maria de La Cerda, Tochter von Ferdinand II. de la Cerda und Juana Núñez de Lara, genannt la Palomilla (1286–1351), Herrin von Lara. Maria war die Witwe des Grafen Karl von Étampes.
Fünf Kinder aus der Ehe Karls und Marias sind bekannt:
- Karl III. (Charles III.) (1337–1375), Graf von Alençon, dann Erzbischof von Lyon
- Philipp (Philippe) (1338–1397), Bischof von Beauvais, dann Kardinal und Erzbischof von Rouen
- Peter II. (Pierre II. le Noble) (1340–1404), Graf von Alençon, Le Perche und Porhoet
- Isabelle (1342–1379), Nonne in Poissy
- Robert (1344–1377), Graf von Le Perche und Porhoet